# Мечеть Нізам-ад-Діна
Мечеть Нізам-ад-Діна (азерб. Nizaməddin məscidi — мечеть, розташована в селищі Амірджан Сураханського району міста Баку в Азербайджані.

## Історія мечеті
Мечеть була побудована з тесаного вапняку Еміром Нізамеддіном Кесрані в період правління ширваншахів. Над дверима мечеті висічений бейт перською мовою «Світ це не що інше, як розвага, розкіш, слава і борошно». Другий рядок іншого напису арабською мовою говорить «Цей Божий дім велів побудувати емір Низам-ад-Дін емір Хадж син видатного володаря Фахр ад-Діна. 730 рік хіджри (1329–1330 рр.)». Емір Нізам-ад-Дін був видною особистістю при дворі ширваншахів. А то, що він носив титул еміра, згідно з інформацією історика Тарані Джабієвої, дозволяє припустити, що він керував цілим селищем, або будь-якою територією Апшерону. За інформацією історика Сари Ашурбейлі Нізам-ад-Дін емір Хадж був великим феодалом, володів селищем Амірджан, ім'ям якого і було названо село. А його батько Фахр ад-Дін, ім'я якого також викарбувано у написі, також займав чільне становище і був великим феодалом, про що свідчить епітет «найбільший володар»  .
Над дверима в південній частині мечеті є Кітабе з висіченим написом арабською мовою: «Цей Імарет побудований за наказом Шараф ад-Діна сина Шейха Махмуда сина Наср ад-Діна Кутлуг-шаха. 786 рік хіджри (1384–1385 рр.)». Сара Ашурбейлі допускає можливість, що Шараф ад-Дін був онуком Кутлуг-шаха, головного еміра при Газа-хані та султані Олджайті Худабенді .
У західній частині мечеті зображений символічний знак, а над місцем головних дверей зазначено, що мечеть відремонтована майстром Сулейманом. На іншій кам'яній кітабі мечеті заззначено, що поряд з ремонтом мечеті в 1830–1831 роках було прибудовано і нове приміщення в північній частині мечеті. Мечеть була відремонтована і в 1866—1867 рр. На іншій кітабі зазначено: «Дійсно цю мечеть [мається на увазі нова прибудова] побудувала Фатіма ханум дочка Гаджи Расула. Кітабе написав Мухаммед Нагі. 1293 рік хіджри (1876 рік)». Ця кітабе вказує на те, що мечеть була відремонтована і в 1876 році .
Мечеть Нізам-ад-Діна була відремонтована і на початку XX століття. Тоді в центрі західного балкона мечеті був улаштований вхідний отвір з чотирма стовпами. Над дверима ж є кітабе з написом арабською мовою: «Цей портал побудував Гаджі Халаф син Різвана» .
В даний час мечеть закрита і охороняється державою . Згідно з розпорядженням Кабінету Міністрів Азербайджанської Республіки про історичні та культурні пам'ятки мечеть Нізам-ад-Діна є «пам'яткою історії та культури національного значення».

## Галерея

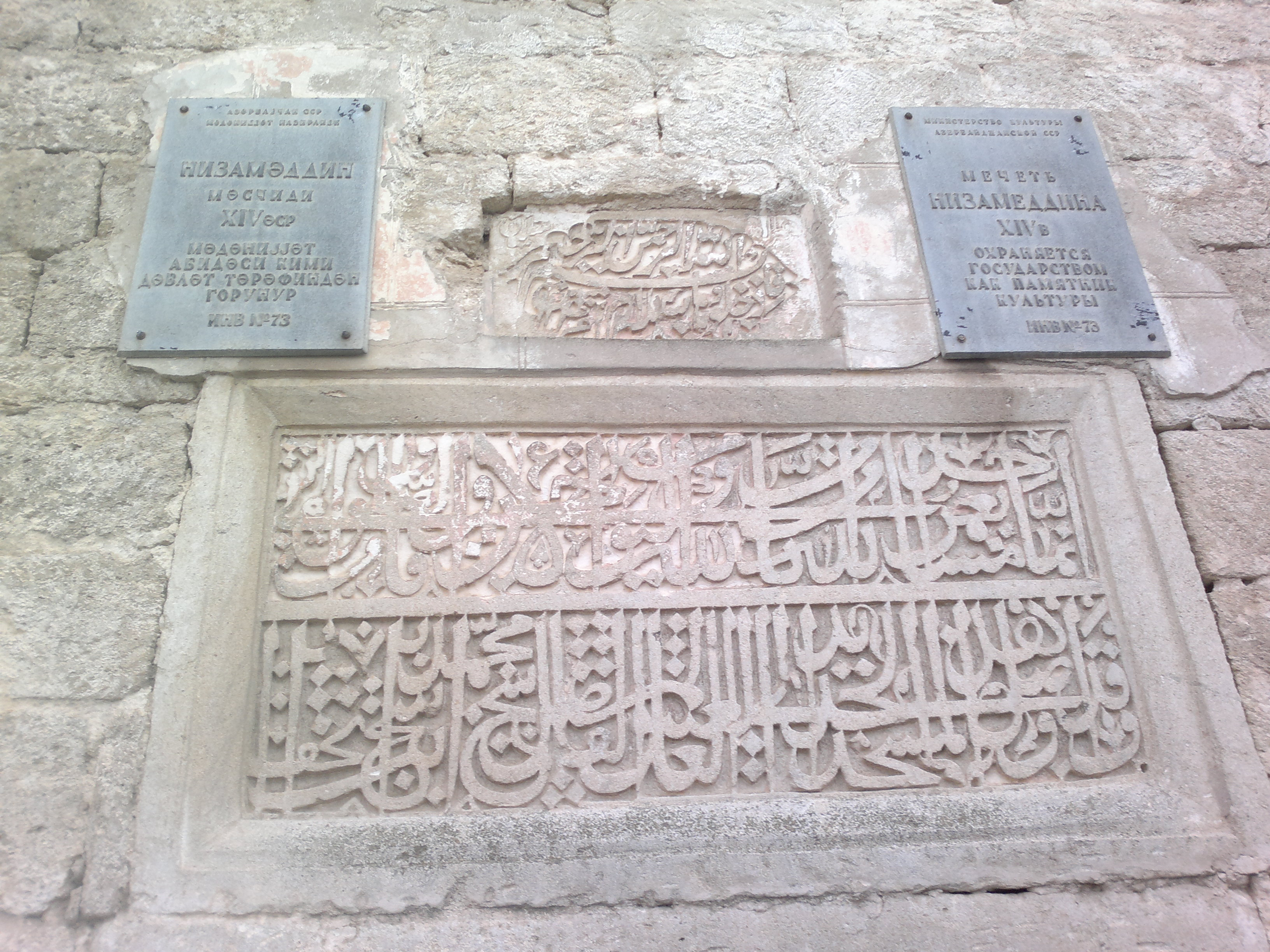
Китабе над дверима в північній частині мечеті
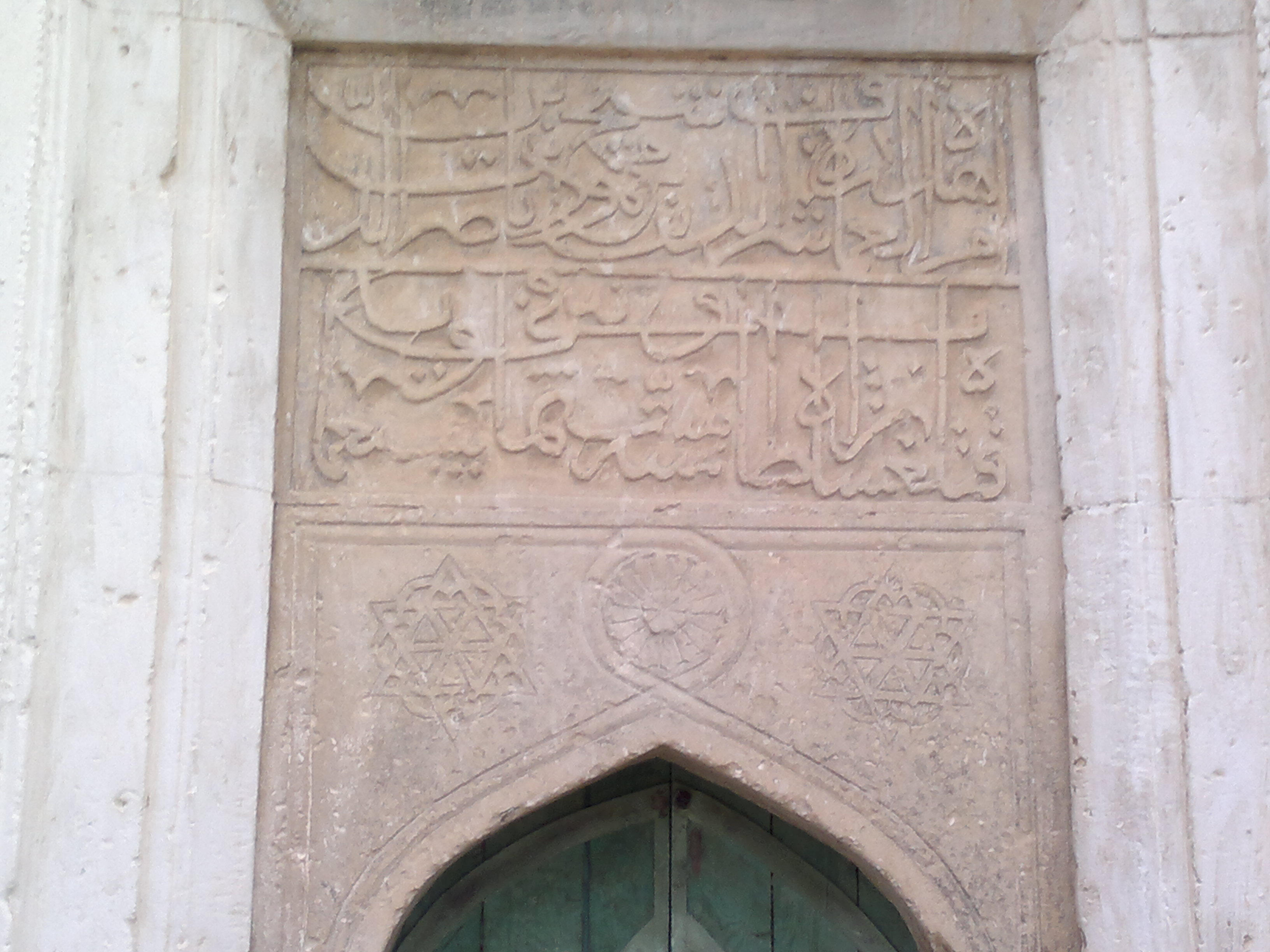
Китабе над дверима в південній частині мечеті
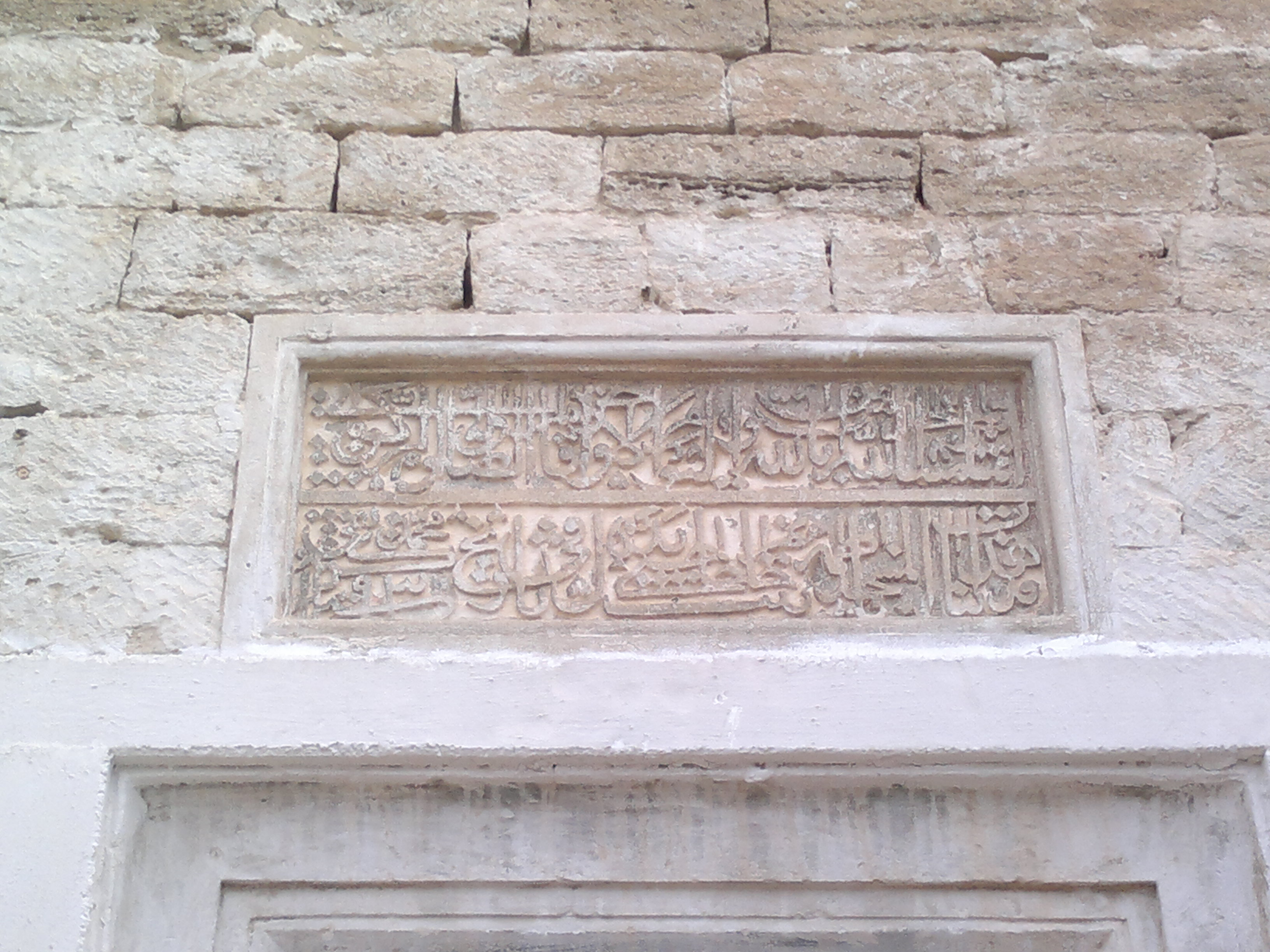
Китабе над дверима в південній частині мечеті